# Pretzfeld
Pretzfeld là một đô thị thuộc huyện Forchheim trong bang Bayern nước Đức. Đô thị Pretzfeld có diện tích 24,18 km², dân số thời điểm 31 tháng 12 năm 2006 là 2470 người.